# Кузьминовка (Грачовський район)
Кузьми́новка (рос. Кузьминовка) — село у складі Грачовського району Оренбурзької області, Росія.

## Населення
Населення — 5 осіб (2010; 6 у 2002).
Національний склад (станом на 2002 рік):
- росіяни — 100 %